# Litobrochia arborescens
Litobrochia arborescens là một loài thực vật có mạch trong họ Pteridaceae. Loài này được (M. Martens & Galeotti) Fée mô tả khoa học đầu tiên năm 1850-1852.